# Kórnik
Cet article possède un paronyme, voir Cornique.
Pour l’article homonyme, voir Kórnik (gmina).
Kórnik (prononciation : [ˈkurɲik], en allemand : Kurnik) est une ville de la Voïvodie de Grande-Pologne et du powiat de Poznań.
Elle est située à environ 25 kilomètres au sud-est de Poznań, siège du powiat et capitale de la voïvodie de Grande-Pologne.
Elle est le siège administratif de la gmina de Kórnik.
Elle s'étend sur 5,99 km2.

## Géographie

Plan de la ville.

La ville de Kórnik est située au centre de la voïvodie de Grande-Pologne, à proximité de la grande ville de Poznań (capitale régionale) et de son agglomération. Le village de Bnin fait également partie de la ville depuis 1961. La Warta (affluent de l'Oder), passe à quelques kilomètres à l'ouest de la ville. Par ailleurs, trois lacs se situent près de Kórnik. A l'est, de grandes plaines agricoles reprennent, vers le centre de la Pologne.

## Histoire
Kórnik obtient ses droits de ville en 1426.
De 1815 à 1919, Kurnik fait partie de l'arrondissement de Schrimm dans le district de Posen dans la province de Posnanie.
Le 20 octobre 1939, une exécution de masse de 15 civils est effectuée par les nazis dans le cadre de l'opération Tannenberg.
De 1975 à 1998, la ville fait partie du territoire de la voïvodie de Poznań. Depuis 1999, elle fait partie du territoire de la voïvodie de Grande-Pologne.

## Lieux et monuments
- l'église de tous les Saints, édifiée en 1437 et reconstruite au XIXe siècle ;
- l'église Saint Adalbert  de Bnin, construite en 1827 ;
- le château de Kórnik et son parc, à l'origine construit au Moyen Âge puis remanié aux XVIe et XVIIIe siècles, pour être aujourd'hui de style néogothique ;
- l'hôtel de ville de Kórnik, de style néogothique (XIXe siècle) ;
- l'hôtel de ville de Bnin, construit au XVIIIe siècle, de style baroque.
- la synagogue en bois, construite en 1768 et détruite par les Allemands en 1940

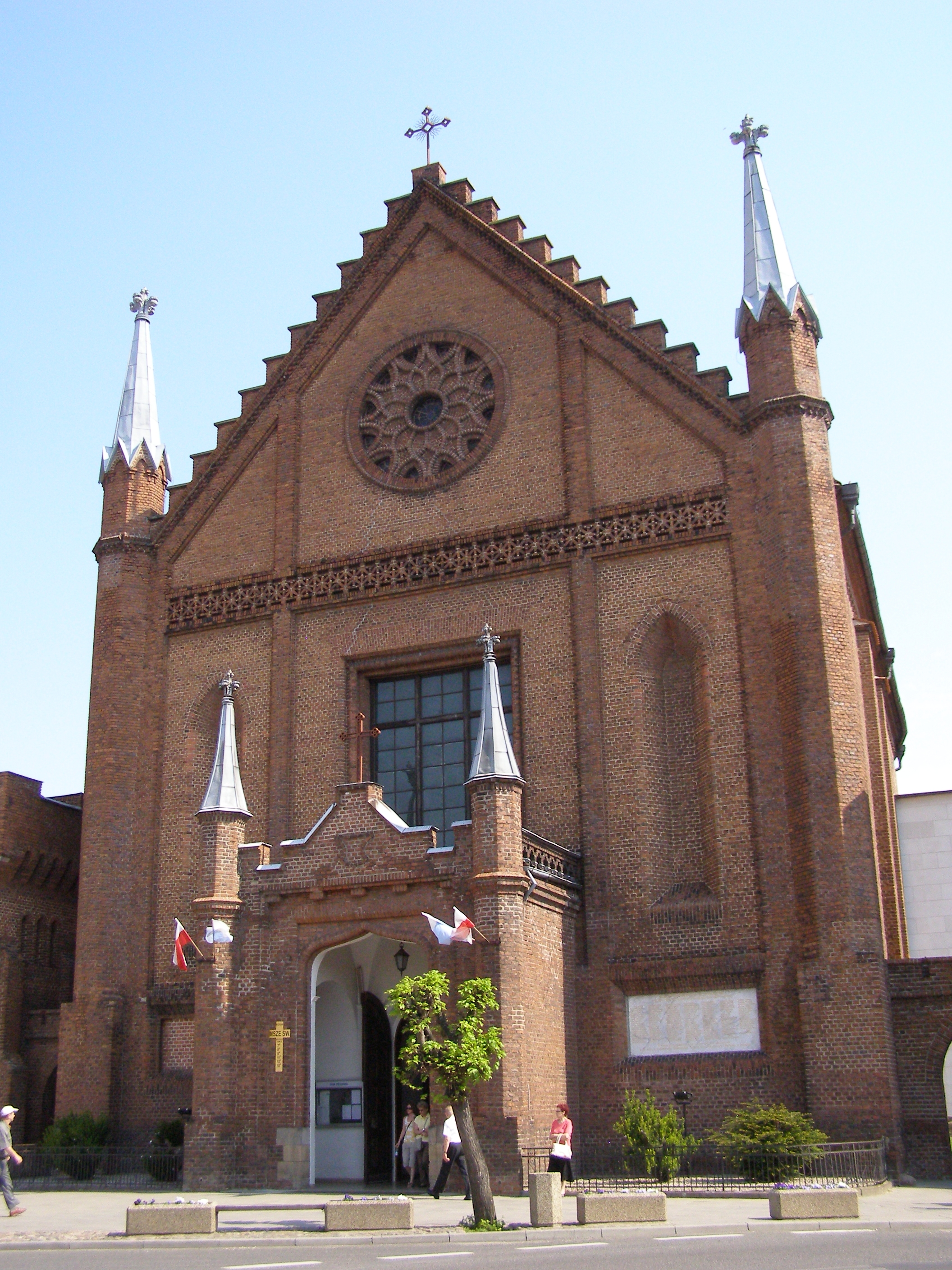
L'église de tous les Saints à Kórnik.
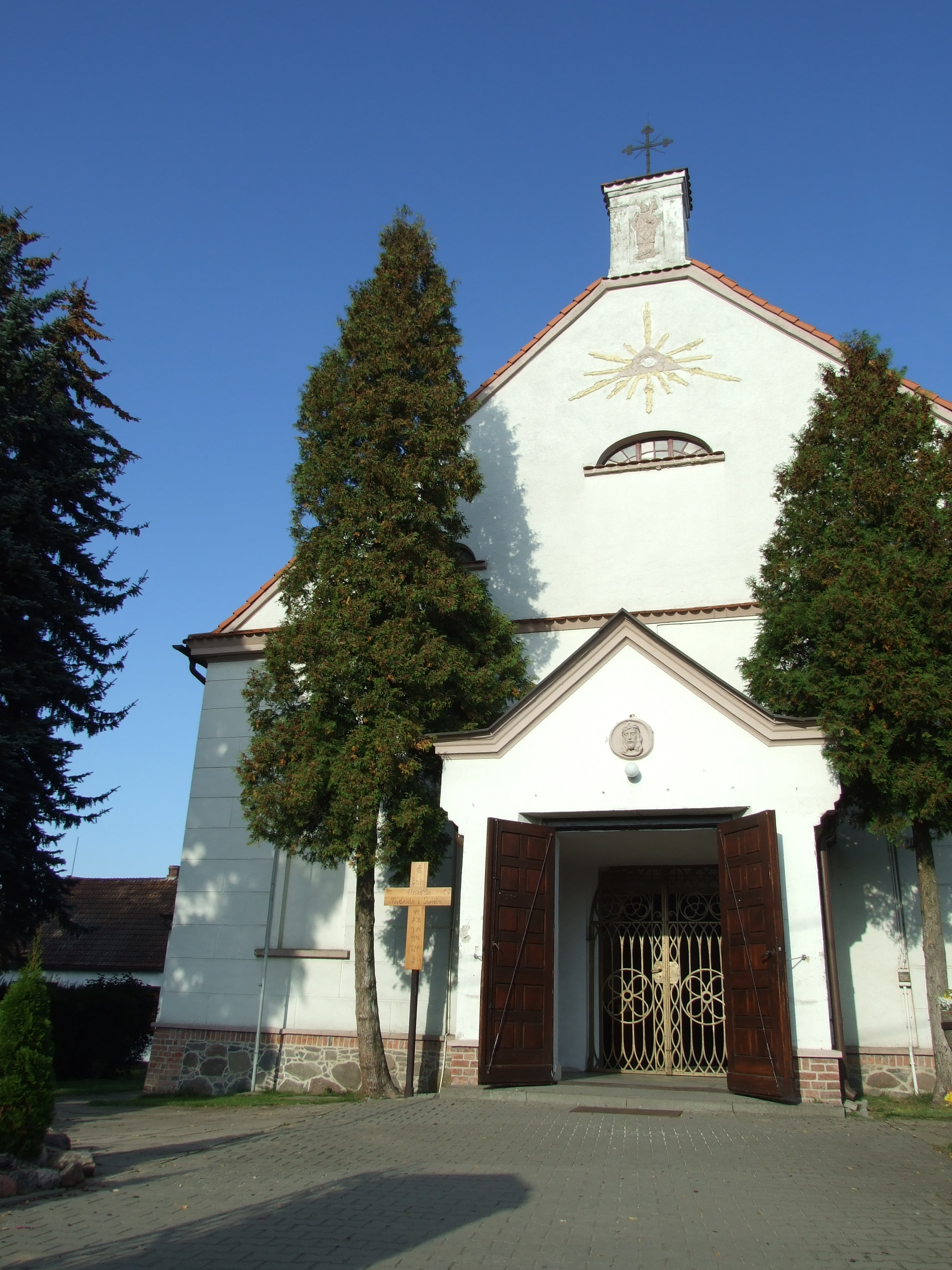
L'église de Bnin.
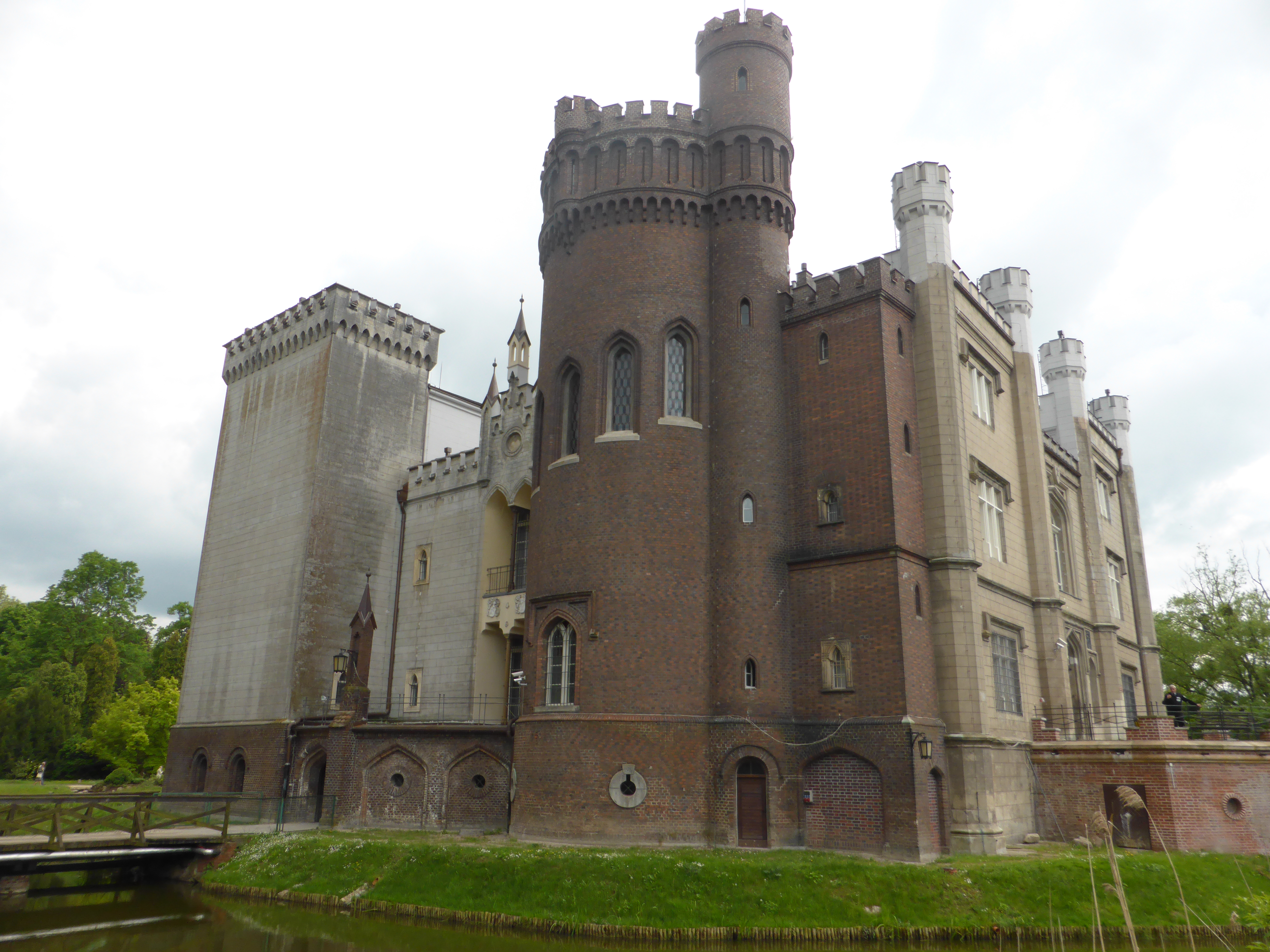
Le château de Kórnik.
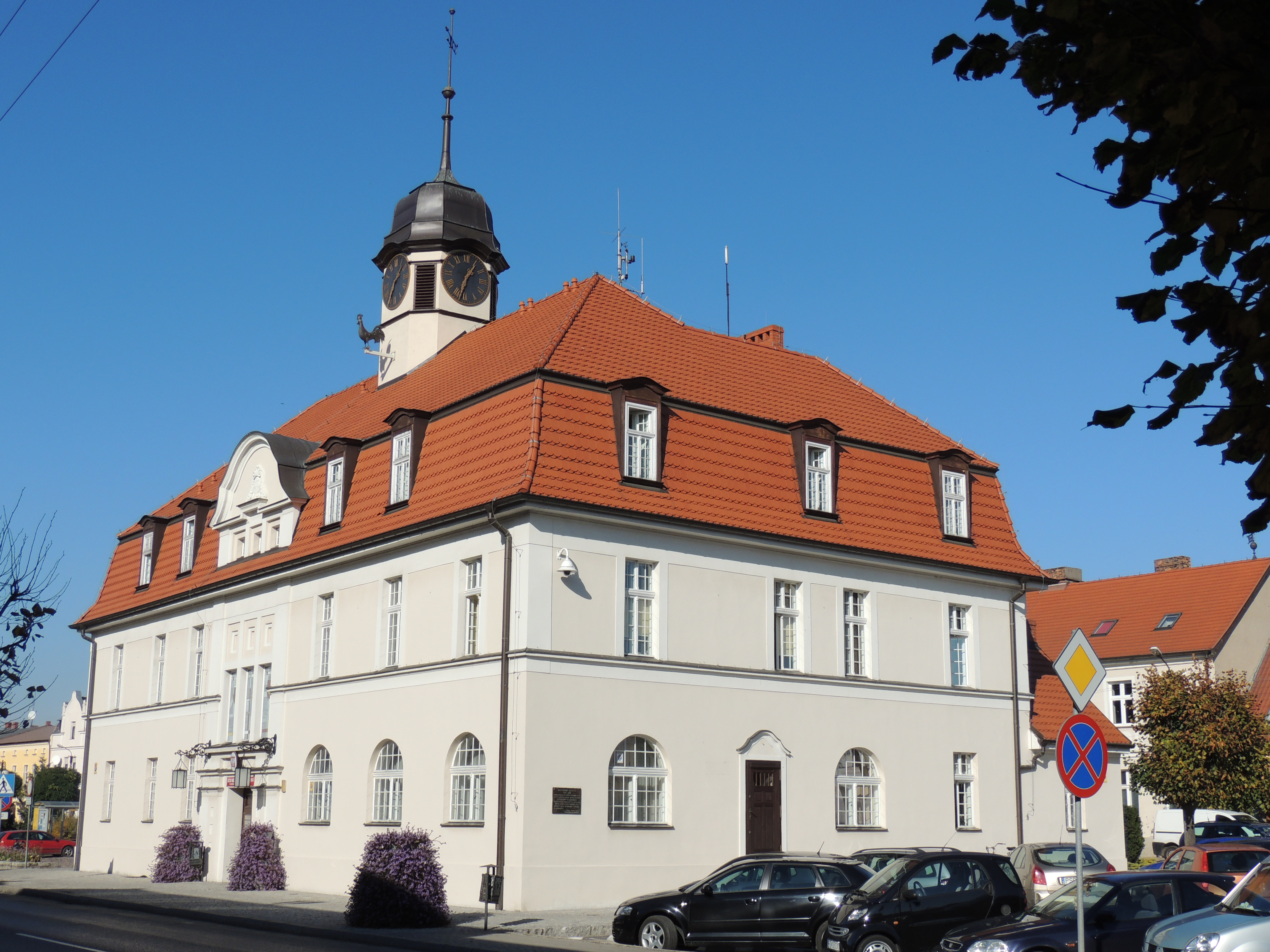
L'hôtel de ville de Kórnik.
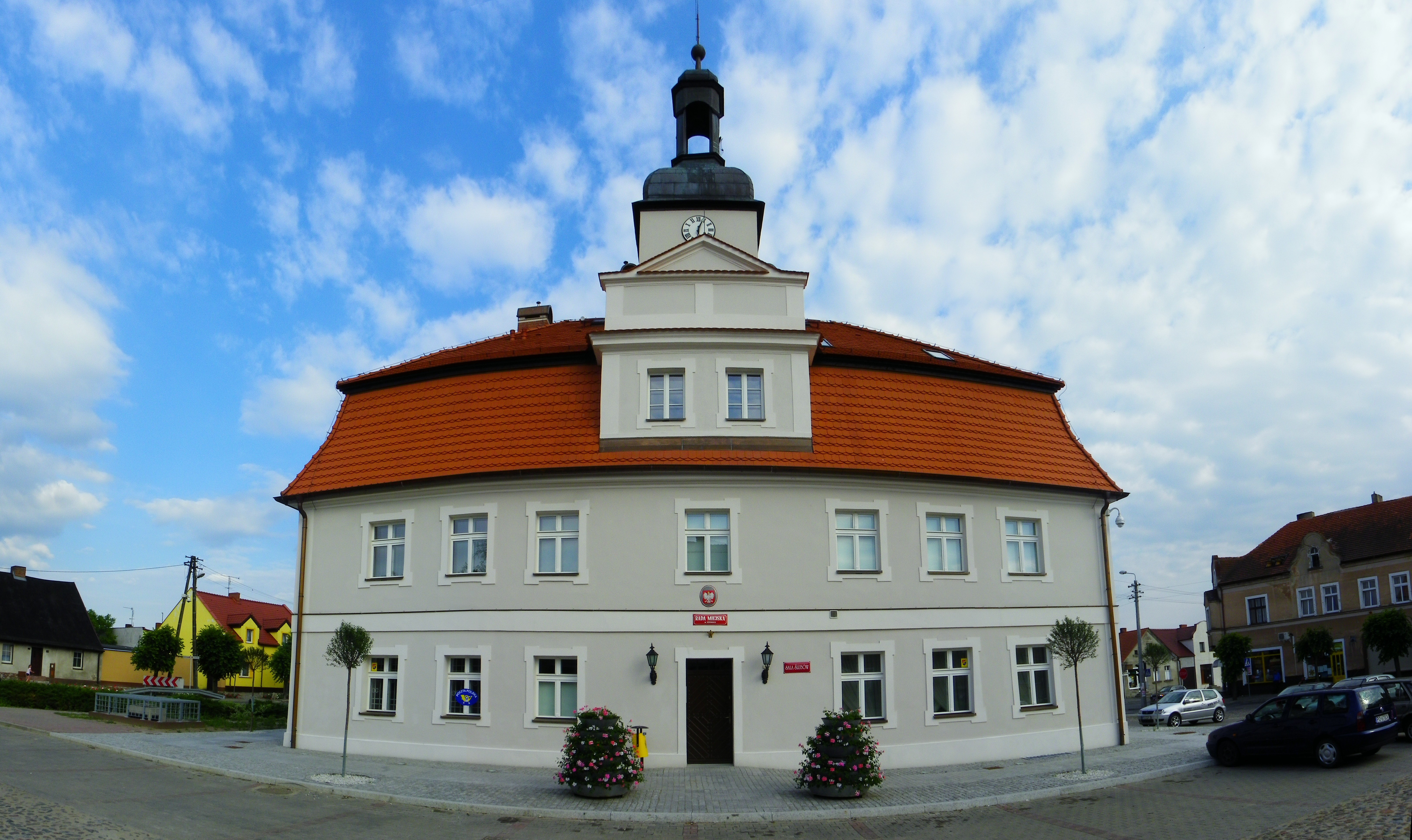
L'hôtel de ville de Bnin.

## Voies de communication
Les routes voïvodales 431 (pl) (qui relie Kórnik à Wronczyn) et 434 (qui relie Łubowo à Rawicz) passent par la ville.
La voie rapide S11 dessert la ville via les sorties  48 Kórnik Północ et  49 Kórnik Południe.